# Temporada 2017 de Fórmula 1
La temporada 2017 de Fórmula 1 fue la 68.ª temporada del Campeonato Mundial de Fórmula 1 de la historia. Estuvo organizada por la Federación Internacional del Automóvil (FIA). Lewis Hamilton ganó el Campeonato de Pilotos, el cuarto en su carrera, y Mercedes el Campeonato de Constructores, también su número cuatro. Contó con 20 carreras y un total de 10 equipos.

## Escuderías y pilotos
La siguiente tabla muestra los pilotos confirmados oficialmente por sus escuderías para el Mundial 2017 de Fórmula 1.
| Escudería                        | Chasis      | Chasis           | Motor                         | Neu. | N.º | Pilotos            | Siglas | Rondas       | Pilotos de pruebas                                         |
| -------------------------------- | ----------- | ---------------- | ----------------------------- | ---- | --- | ------------------ | ------ | ------------ | ---------------------------------------------------------- |
| Mercedes AMG Petronas Motorsport | Mercedes    | F1 W08 EQ Power+ | Mercedes-AMG F1 M08 EQ Power+ | P    | 44  | Lewis Hamilton     | HAM    | Todas        | George Russell                                             |
| Mercedes AMG Petronas Motorsport | Mercedes    | F1 W08 EQ Power+ | Mercedes-AMG F1 M08 EQ Power+ | P    | 77  | Valtteri Bottas    | BOT    | Todas        | George Russell                                             |
| Red Bull Racing                  | Red Bull    | RB13             | TAG Heuer (Renault) R.E.17    | P    | 3   | Daniel Ricciardo   | RIC    | Todas        | Pierre Gasly                                               |
| Red Bull Racing                  | Red Bull    | RB13             | TAG Heuer (Renault) R.E.17    | P    | 33  | Max Verstappen     | VER    | Todas        | Pierre Gasly                                               |
| Scuderia Ferrari                 | Ferrari     | SF70-H           | Ferrari 062                   | P    | 5   | Sebastian Vettel   | VET    | Todas        | Antonio Giovinazzi Charles Leclerc                         |
| Scuderia Ferrari                 | Ferrari     | SF70-H           | Ferrari 062                   | P    | 7   | Kimi Räikkönen     | RAI    | Todas        | Antonio Giovinazzi Charles Leclerc                         |
| Sahara Force India F1 Team       | Force India | VJM10            | Mercedes-AMG F1 M08 EQ Power+ | P    | 11  | Sergio Pérez       | PER    | Todas        | Alfonso Celis Jr. George Russell Nikita Mazepin Lucas Auer |
| Sahara Force India F1 Team       | Force India | VJM10            | Mercedes-AMG F1 M08 EQ Power+ | P    | 31  | Esteban Ocon       | OCO    | Todas        | Alfonso Celis Jr. George Russell Nikita Mazepin Lucas Auer |
| Williams Martini Racing          | Williams    | FW40             | Mercedes-AMG F1 M08 EQ Power+ | P    | 18  | Lance Stroll       | STR    | Todas        | Gary Paffett Sergey Sirotkin Luca Ghiotto Robert Kubica    |
| Williams Martini Racing          | Williams    | FW40             | Mercedes-AMG F1 M08 EQ Power+ | P    | 19  | Felipe Massa       | MAS    | 1-10, 12-20  | Gary Paffett Sergey Sirotkin Luca Ghiotto Robert Kubica    |
| Williams Martini Racing          | Williams    | FW40             | Mercedes-AMG F1 M08 EQ Power+ | P    | 40  | Paul Di Resta      | DIR    | 11           | Gary Paffett Sergey Sirotkin Luca Ghiotto Robert Kubica    |
| McLaren Honda                    | McLaren     | MCL32            | Honda RA617H                  | P    | 2   | Stoffel Vandoorne  | VAN    | Todas        | Oliver Turvey Lando Norris                                 |
| McLaren Honda                    | McLaren     | MCL32            | Honda RA617H                  | P    | 14  | Fernando Alonso    | ALO    | 1-5, 7-20    | Oliver Turvey Lando Norris                                 |
| McLaren Honda                    | McLaren     | MCL32            | Honda RA617H                  | P    | 22  | Jenson Button      | BUT    | 6            | Oliver Turvey Lando Norris                                 |
| Scuderia Toro Rosso              | Toro Rosso  | STR12            | Toro Rosso (Renault) R.E.17   | P    | 10  | Pierre Gasly       | GAS    | 15-16, 18-20 | Sean Gelael                                                |
| Scuderia Toro Rosso              | Toro Rosso  | STR12            | Toro Rosso (Renault) R.E.17   | P    | 26  | Daniil Kvyat       | KVY    | 1-14, 17     | Sean Gelael                                                |
| Scuderia Toro Rosso              | Toro Rosso  | STR12            | Toro Rosso (Renault) R.E.17   | P    | 28  | Brendon Hartley    | HAR    | 17-20        | Sean Gelael                                                |
| Scuderia Toro Rosso              | Toro Rosso  | STR12            | Toro Rosso (Renault) R.E.17   | P    | 55  | Carlos Sainz Jr.   | SAI    | 1-16         | Sean Gelael                                                |
| Haas F1 Team                     | Haas        | VF-17            | Ferrari 062                   | P    | 8   | Romain Grosjean    | GRO    | Todas        | Antonio Giovinazzi Santino Ferrucci                        |
| Haas F1 Team                     | Haas        | VF-17            | Ferrari 062                   | P    | 20  | Kevin Magnussen    | MAG    | Todas        | Antonio Giovinazzi Santino Ferrucci                        |
| Renault Sport Formula One Team   | Renault     | R.S.17           | Renault R.E.17                | P    | 27  | Nico Hülkenberg    | HÜL    | Todas        | Sergey Sirotkin Nicholas Latifi Robert Kubica              |
| Renault Sport Formula One Team   | Renault     | R.S.17           | Renault R.E.17                | P    | 30  | Jolyon Palmer      | PAL    | 1-16         | Sergey Sirotkin Nicholas Latifi Robert Kubica              |
| Renault Sport Formula One Team   | Renault     | R.S.17           | Renault R.E.17                | P    | 55  | Carlos Sainz Jr.   | SAI    | 17-20        | Sergey Sirotkin Nicholas Latifi Robert Kubica              |
| Sauber F1 Team                   | Sauber      | C36              | Ferrari 061                   | P    | 9   | Marcus Ericsson    | ERI    | Todas        | Charles Leclerc Gustav Malja Nobuharu Matsushita           |
| Sauber F1 Team                   | Sauber      | C36              | Ferrari 061                   | P    | 36  | Antonio Giovinazzi | GIO    | 1-2          | Charles Leclerc Gustav Malja Nobuharu Matsushita           |
| Sauber F1 Team                   | Sauber      | C36              | Ferrari 061                   | P    | 94  | Pascal Wehrlein    | WEH    | 3-20         | Charles Leclerc Gustav Malja Nobuharu Matsushita           |

## Cambios

### Cambios en circuitos
- El inicio de la temporada fue el 24 de marzo, 6 días más tarde que la temporada anterior. Fue la primera vez que la temporada comenzó el último fin de semana de marzo desde 2011.
- A diferencia de la temporada 2016, se disputaron 20 carreras en lugar de 21 tras los problemas financieros del Gran Premio de Alemania, que se cayó del calendario. El resto de citas, no obstante, se disputaron sin problema alguno.[32]
- La FIA, tras ver los buenos resultados obtenidos en el circuito callejero de Bakú, concedió el cambio de la denominación de Gran Premio de Europa para que a partir del 2017 se dispute como Gran Premio de Azerbaiyán.[33]

### Cambios de pilotos
- Stoffel Vandoorne intercambió el puesto de piloto oficial de McLaren Honda con Jenson Button, quien pasó a ser piloto reserva del equipo.[34]
- Esteban Ocon abandonó Manor y recaló en el equipo Force India como sustituto de Nico Hülkenberg.[12]
- Nico Hülkenberg abandonó Force India y recaló en el equipo Renault como sustituto de Kevin Magnussen.[23]
- Kevin Magnussen abandonó Renault y recaló en el equipo Haas como sustituto de Esteban Gutiérrez.[22]
- Pascal Wehrlein abandonó Manor y recaló en el equipo Sauber como sustituto de Felipe Nasr.[31]
- Felipe Massa anunció su retirada de la F1. Sin embargo, tras el fichaje de Bottas por Mercedes, el brasileño anunció que continuaría compitiendo esta temporada, siendo re-contratado por Williams.
- El 2 de diciembre, cinco días después de ganar el mundial de 2016, Nico Rosberg anunció su retirada de la competición, por lo que dejó un asiento vacante en Mercedes. El 16 de enero, se confirmó el fichaje de Valtteri Bottas por Mercedes. Fue el primer campeón vigente que deja un lugar libre desde Alain Prost, en 1993.[35]  El sustituto de Bottas en Williams fue el piloto canadiense Lance Stroll, campeón en 2016 de la Fórmula 3 Europea.[13]
- Los pilotos Felipe Nasr y Esteban Gutiérrez abandonaron la categoría al no renovar con sus respectivos equipos y tampoco conseguir asiento en otros.[36][37]
- Pascal Wehrlein no participó en los dos primeros Grandes Premios debido a una lesión sufrida en un accidente en la Carrera de Campeones. Su reemplazo fue Antonio Giovinazzi. Sin embargo, participó en las dos primeras pruebas libres del Gran Premio de Australia, antes de anunciar que no participaría en la carrera, por lo cual Giovinazzi comenzó el Gran Premio en las pruebas libres 3.[38]
- El 12 de abril, McLaren confirmó que Fernando Alonso se perdería el Gran Premio de Mónaco, debido a que el equipo presentará un coche para competir en las 500 Millas de Indianápolis de la mano de Andretti y dicho piloto será quien ocupe el asiento. Será la primera vez que un piloto de Fórmula 1 en activo participe del evento desde que lo hiciera Jim Clark durante la temporada 1967. El 14 de abril McLaren anunció que su reemplazante sería Jenson Button.[39]
- Paul Di Resta sustituyó a Felipe Massa en la undécima carrera debido a problemas de salud del brasileño.[15]
- Pierre Gasly sustituyó a Daniil Kvyat desde el Gran Premio de Malasia hasta el final de la temporada.
- Carlos Sainz Jr. sustituyó a Jolyon Palmer desde el Gran Premio de los Estados Unidos hasta el final de la temporada.
- Brendon Hartley disputó desde el Gran Premio de los Estados Unidos hasta el final de la temporada, en sustitución del español Carlos Sainz Jr..

### Cambios en equipos
- El equipo Williams Racing ha anunciado que celebrará sus 40 años con el FW40, el nombre que recibirá el monoplaza de 2017, saltando el FW39, cifra que correspondería a la temporada 2017.[40]
- Manor abandonó la categoría el 31 de enero de 2017 tras no conseguir un inversor para el equipo, por lo que la parrilla contará con 20 pilotos en lugar de 22.[41]
- La escudería británica McLaren anunció que el monoplaza para la temporada 2017 se llamará MCL32, terminando así con la nomenclatura que instauró el exdirector de la escudería británica Ron Dennis a su llegada, los MP4 (1981-2016).[42]

### Cambios en motores
- Red Bull siguió llevando motores Renault, pero no bajo su propia denominación: el 4 de diciembre de 2015 se confirmó que llevarían el nombre de su patrocinador TAG Heuer.
- Toro Rosso dejó los motores Ferrari con la especificación del año 2015 para usar los nuevos de Renault.
- Esta temporada Sauber contó con motores Ferrari con la especificación de la temporada 2016.[43]

### Cambios técnicos
- Los cambios técnicos en el diseño de los chasis de 2017 preveían mejorar en 3 segundos el tiempo por vuelta con respecto a 2016.[44] Estos cambios incluyeron:
  - Alerones traseros más anchos y más bajos, para recuperar el aspecto que los coches poseían a principios de siglo.
  - Neumáticos más anchos para generar más grip mecánico: 305 mm. los delanteros y 405 mm. los traseros.
  - Aumento del ancho de los monoplazas (2000 mm.) y de su carga aerodinámica.
  - Alerones delanteros más anchos (1800 mm).
  - El peso mínimo del monoplaza con el piloto aumentó. Para contrarrestar esto, los equipos tuvieron 105 kg de capacidad máxima de combustible, 5 kg más que en 2016.
- Se dejó de usar el sistema de "tokens" para mejorar el motor de los monoplazas y pasaron a estar regulados según dimensiones, peso y materiales usados en cada motor.[45]
- Los motores fueron un millón de euros más baratos en esta temporada que en 2016, y en 2018 habrá otra reducción en el precio.[46]
- Los equipos solo pudieron usar 4 motores en cada coche durante toda la temporada en lugar de los 5 usados hasta ahora. A partir del 4.º motor sufrirán penalizaciones en parrilla. No obstante, si se cambia más de un motor en el mismo Gran Premio, con las penalizaciones correspondientes, solo se podrá montar en las siguientes la última unidad usada.[47]
- Debido a las modificaciones que se hicieron en los neumáticos de 2017 en cuanto a dimensiones y al aumento de fuerzas que debieron soportar por el cambio en la aerodinámica, fue Pirelli quien eligió los compuestos de las primeras carreras de la próxima temporada. Fueron 2 juegos de los compuestos más duros, 4 medios y 7 de los más blandos.[48]

### Cambios deportivos
- Con el objetivo de no perder la emoción de las salidas de los grandes premios, el Consejo Mundial del Motor ha acordado que, en caso de que el coche de seguridad tenga que salir para completar las primeras vueltas de una carrera en la que la lluvia haga imposible rodar con seguridad, una vez se seque la pista o deje de llover, los pilotos arrancarán desde su posición en parrilla en parado, como si se diese de nuevo la salida a la carrera.[49]
- Se permitirá el uso de una decoración distinta en los cascos de los pilotos durante una carrera por algún motivo especial, como la carrera de casa, y también en caso de cambio de equipo.[50]
- Los suministradores de motores tendrán la obligación de llegar a acuerdos de suministro con los equipos que no tengan firmado ningún acuerdo con algún motorizador.
- El actual “Piloto del Día” elegido por los aficionados contará con un premio, por lo que se intentará que los votos sean hasta poco después de concluir la carrera. No se ha especificado si puntuará o se tratará solo de un beneficio económico.[51]
- A partir del Gran Premio de España de 2017 los coches llevarán más decoración en tanto números más grandes, bandera del piloto o su abreviación de sus nombres para poder ser identificados con más claridad por los aficionados.[52]

## Calendario de presentaciones
| Escudería   | Chasis | Imagen | Fecha         | Lugar                          |
| ----------- | ------ | ------ | ------------- | ------------------------------ |
| Williams    | FW40   |        | 17 de febrero | En línea                       |
| Sauber      | C36    |        | 20 de febrero | En línea                       |
| Renault     | R.S.17 |        | 21 de febrero | Londres                        |
| Force India | VJM10  |        | 22 de febrero | Circuito de Silverstone        |
| Mercedes    | F1 W08 |        | 23 de febrero | Circuito de Silverstone        |
| Ferrari     | SF70H  |        | 24 de febrero | Circuito de Fiorano            |
| McLaren     | MCL32  |        | 24 de febrero | Woking                         |
| Toro Rosso  | STR12  |        | 26 de febrero | Circuito de Barcelona-Cataluña |
| Red Bull    | RB13   |        | 26 de febrero | Circuito de Barcelona-Cataluña |
| Haas        | VF-17  |        | 26 de febrero | Circuito de Barcelona-Cataluña |

## Pretemporada
- Los test de pretemporada se disputaron en dos fechas distintas, del 27 de febrero al 2 de marzo y del 7 al 10 de marzo. El circuito escogido fue, una vez más, el Circuito de Barcelona-Cataluña, en Montmeló (España).[58]

| N.º | Circuito                                          | Mapa del Circuito    | Resultados    | Resultados       | Resultados | Resultados  | Resultados   | Resultados |
| --- | ------------------------------------------------- | -------------------- | ------------- | ---------------- | ---------- | ----------- | ------------ | ---------- |
| 1   | Circuito de Barcelona-Cataluña Longitud: 4,627 km |                      | Fecha         | Fecha            | Piloto     | Constructor | Mejor tiempo | Vueltas    |
| 1   | Circuito de Barcelona-Cataluña Longitud: 4,627 km | Día 1                | 27 de febrero | Lewis Hamilton   | Mercedes   | 1:21.765    | 73           |            |
| 1   | Circuito de Barcelona-Cataluña Longitud: 4,627 km | Día 2                | 28 de febrero | Kimi Räikkönen   | Ferrari    | 1:20.960    | 107          |            |
| 1   | Circuito de Barcelona-Cataluña Longitud: 4,627 km | Día 3                | 1 de marzo    | Valtteri Bottas  | Mercedes   | 1:19.705    | 75           |            |
| 1   | Circuito de Barcelona-Cataluña Longitud: 4,627 km | Día 4                | 2 de marzo    | Kimi Räikkönen   | Ferrari    | 1:20.872    | 93           |            |
| 1   | Circuito de Barcelona-Cataluña Longitud: 4,627 km | Resultados completos |               |                  |            |             |              |            |
| 2   | Circuito de Barcelona-Cataluña Longitud: 4,627 km |                      | Fecha         | Fecha            | Piloto     | Constructor | Mejor tiempo | Vueltas    |
| 2   | Circuito de Barcelona-Cataluña Longitud: 4,627 km | Día 5                | 7 de marzo    | Felipe Massa     | Williams   | 1:19.726    | 65           |            |
| 2   | Circuito de Barcelona-Cataluña Longitud: 4,627 km | Día 6                | 8 de marzo    | Valtteri Bottas  | Mercedes   | 1:19.310    | 70           |            |
| 2   | Circuito de Barcelona-Cataluña Longitud: 4,627 km | Día 7                | 9 de marzo    | Sebastian Vettel | Ferrari    | 1:19.024    | 156          |            |
| 2   | Circuito de Barcelona-Cataluña Longitud: 4,627 km | Día 8                | 10 de marzo   | Kimi Räikkönen   | Ferrari    | 1:18.634    | 111          |            |
| 2   | Circuito de Barcelona-Cataluña Longitud: 4,627 km | Resultados completos |               |                  |            |             |              |            |

## Calendario

Los países que acogen un Gran Premio están coloreados de verde, con la localización del circuito señalada con un punto negro; los países que han acogido un Gran Premio alguna vez están coloreados de gris oscuro, y los países que nunca han acogido un Gran Premio están coloreados de gris claro

| Ronda   | Gran Premio          | Circuito                                       | Libres 1         | Libres 2         | Libres 3         | Clasificación    | Carrera          |
| ------- | -------------------- | ---------------------------------------------- | ---------------- | ---------------- | ---------------- | ---------------- | ---------------- |
| 1       | GP de Australia      | Circuito de Albert Park, Melbourne             | 24 de marzo      | 24 de marzo      | 25 de marzo      | 25 de marzo      | 26 de marzo      |
| 2       | GP de China          | Circuito Internacional de Shanghái, Shanghái   | 7 de abril       | 7 de abril       | 8 de abril       | 8 de abril       | 9 de abril       |
| 3       | GP de Baréin         | Circuito Internacional de Baréin, Sakhir       | 16 de abril      | 16 de abril      | 15 de abril      | 15 de abril      | 16 de abril      |
| 4       | GP de Rusia          | Autódromo de Sochi, Sochi                      | 28 de abril      | 28 de abril      | 29 de abril      | 29 de abril      | 30 de abril      |
| 5       | GP de España         | Circuito de Barcelona-Cataluña, Montmeló       | 12 de mayo       | 12 de mayo       | 13 de mayo       | 13 de mayo       | 14 de mayo       |
| 6       | GP de Mónaco         | Circuito de Mónaco, Montecarlo                 | 25 de mayo       | 25 de mayo       | 27 de mayo       | 27 de mayo       | 28 de mayo       |
| 7       | GP de Canadá         | Circuito Gilles Villeneuve, Montreal           | 9 de junio       | 9 de junio       | 10 de junio      | 10 de junio      | 11 de junio      |
| 8       | GP de Azerbaiyán     | Circuito callejero de Bakú, Bakú               | 23 de junio      | 23 de junio      | 24 de junio      | 24 de junio      | 25 de junio      |
| 9       | GP de Austria        | Red Bull Ring, Spielberg                       | 7 de julio       | 7 de julio       | 8 de julio       | 8 de julio       | 9 de julio       |
| 10      | GP de Gran Bretaña   | Circuito de Silverstone, Silverstone           | 14 de julio      | 14 de julio      | 15 de julio      | 15 de julio      | 16 de julio      |
| 11      | GP de Hungría        | Hungaroring, Mogyoród                          | 28 de julio      | 28 de julio      | 29 de julio      | 29 de julio      | 30 de julio      |
| 12      | GP de Bélgica        | Circuito de Spa-Francorchamps, Spa             | 25 de agosto     | 25 de agosto     | 26 de agosto     | 26 de agosto     | 27 de agosto     |
| 13      | GP de Italia         | Autodromo Nazionale Monza, Monza               | 1 de septiembre  | 1 de septiembre  | 2 de septiembre  | 2 de septiembre  | 3 de septiembre  |
| 14      | GP de Singapur       | Circuito callejero de Marina Bay, Singapur     | 15 de septiembre | 15 de septiembre | 16 de septiembre | 16 de septiembre | 17 de septiembre |
| 15      | GP de Malasia        | Circuito Internacional de Sepang, Kuala Lumpur | 29 de septiembre | 29 de septiembre | 30 de septiembre | 30 de septiembre | 1 de octubre     |
| 16      | GP de Japón          | Circuito de Suzuka, Prefectura de Mie          | 6 de octubre     | 6 de octubre     | 7 de octubre     | 7 de octubre     | 8 de octubre     |
| 17      | GP de Estados Unidos | Circuito de las Américas, Austin, Texas        | 20 de octubre    | 20 de octubre    | 21 de octubre    | 21 de octubre    | 22 de octubre    |
| 18      | GP de México         | Autódromo Hermanos Rodríguez, Ciudad de México | 27 de octubre    | 27 de octubre    | 28 de octubre    | 28 de octubre    | 29 de octubre    |
| 19      | GP de Brasil         | Autódromo José Carlos Pace, São Paulo          | 10 de noviembre  | 10 de noviembre  | 11 de noviembre  | 11 de noviembre  | 12 de noviembre  |
| 20      | GP de Abu Dabi       | Circuito Yas Marina, Isla Yas, Abu Dabi        | 24 de noviembre  | 24 de noviembre  | 25 de noviembre  | 25 de noviembre  | 26 de noviembre  |
| Fuente: |                      |                                                |                  |                  |                  |                  |                  |

## Neumáticos
Aunque no tienen uso en carrera, Pirelli provee a los equipos desde 2014 durante los entrenamientos de pretemporada con neumáticos duros de invierno, diseñados específicamente para rendir durante días especialmente fríos. Se distinguen de los demás por no llevar marcaje alguno en el lateral.
En esta temporada, Pirelli nominará dos juegos de carreras obligatorias para cada vehículo. Por otra parte, un conjunto del compuesto más blando tendrá que ser guardado para su uso solo en la Q3. Los dos conjuntos obligatorios elegidos por Pirelli pueden ser de dos compuestos diferentes, desde los tres que han sido nominados para el fin de semana. Estos conjuntos, obviamente, será idéntico para cada equipo. Los 10 juegos restantes pueden ser elegidos por cada equipo, a partir de los tres compuestos nominados para el fin de semana.
Los equipos harán sus elecciones en un plazo fijado por Pirelli. Ellos comunicar sus decisiones a la FIA, que a su vez decirle Pirelli cuántos neumáticos para producir. Las opciones para cada vehículo se mantendrá en secreto hasta 2 semanas antes de la carrera. Si un equipo no cumple con la fecha límite, la elección se hará por la FIA.
Una vez que se han tomado las decisiones para cada vehículo, la FIA seguirá para asignar los neumáticos al azar a través de un código de barras, como es el caso actualmente. Las decisiones tomadas por cada equipo pueden variar para cada uno de sus coches: lo que cada conductor dentro de un equipo pueden tener una asignación diferente. Los neumáticos se distinguen por diferentes marcas de color en las paredes laterales, como es el caso actualmente.

### Durante la carrera
Los equipos todavía tendrán que devolver los neumáticos de acuerdo a un horario determinado, pero pueden decidir qué neumáticos para dar vuelta en los siguientes horarios:
- Un juego después de los primeros 40 minutos de FP1
- Un juego al final de la FP1
- Dos juegos al final de la FP2
- Dos juegos al final de FP3

Los dos conjuntos obligatorios designados por Pirelli no pueden ser devueltos durante la práctica y deben estar disponibles para su uso en la carrera. Al menos uno de estos dos grupos debe ser utilizado durante la carrera - pero los equipos puede decidir cuál.
| Nombre del compuesto | Color | Color | Banda de rodadura | Condiciones de circulación | Tipo del compuesto       | Adherencia               | Durabilidad        |
| -------------------- | ----- | ----- | ----------------- | -------------------------- | ------------------------ | ------------------------ | ------------------ |
| Ultra blando         | US    |       | Liso              | Seco                       | Optativo                 | 5 - Más adherencia       | 1 - Menos duradero |
| Súper blando         | SS    |       | Liso              | Seco                       | Optativo / Blando        | 4                        | 2                  |
| Blando               | S     |       | Liso              | Seco                       | Optativo / Blando / Duro | 3                        | 3                  |
| Medio                | M     |       | Liso              | Seco                       | Blando / Duro            | 2                        | 4                  |
| Duro                 | H     |       | Liso              | Seco                       | Duro                     | 1 - Menos adherencia     | 5 - Más duradero   |
| Intermedio           | I     |       | Canales           | Mojado                     | Intermedio               | Mucha con lluvia leve    | Media              |
| De lluvia            | W     |       | Canales           | Mojado                     | De lluvia                | Mucha con lluvia intensa | Media              |

* Pirelli, designa 3 tipos de neumáticos secos para cada Gran Premio según el circuito. Hay uno optativo para la carrera (el más blando) y dos obligatorios, uno duro y otro blando. El neumático ultra blando se estrenará en el Gran Premio de Australia.
* Pirelli, lleva neumáticos ultrablandos rosas para el Gran Premio de los Estados Unidos en Austin para apoyar a la Fundación Susan Komen, en la lucha contra el  cáncer de mama.
| Compuesto  | AUS | CHN | BHR | RUS | ESP | MON | CAN | AZE | AUT | GBR | HUN | BEL | ITA | SIN | MYS | JPN | USA | MEX | BRA | ABU |
| ---------- | --- | --- | --- | --- | --- | --- | --- | --- | --- | --- | --- | --- | --- | --- | --- | --- | --- | --- | --- | --- |
| Optativo   | US  | SS  | SS  | US  | S   | US  | US  | SS  | US  | SS  | SS  | US  | SS  | US  | SS  | SS  | US  | US  | SS  | US  |
| Blando     | SS  | S   | S   | SS  | M   | SS  | SS  | S   | SS  | S   | S   | SS  | S   | SS  | S   | S   | SS  | SS  | S   | SS  |
| Duro       | S   | M   | M   | S   | H   | S   | S   | M   | S   | M   | M   | S   | M   | S   | M   | M   | S   | S   | M   | S   |
| Intermedio | I   | I   | I   | I   | I   | I   | I   | I   | I   | I   | I   | I   | I   | I   | I   | I   | I   | I   | I   | I   |
| De lluvia  | W   | W   | W   | W   | W   | W   | W   | W   | W   | W   | W   | W   | W   | W   | W   | W   | W   | W   | W   | W   |

## Resultados
| Ronda | Fecha                                | Gran Premio | Mapa del Circuito    | Resultados                  | Resultados       | Resultados                  | Resultados       |
| ----- | ------------------------------------ | --- | -------------------- | --------------------------- | ---------------- | --------------------------- | ---------------- |
| 1     | 24, 25 y 26 de marzo                 | Gran Premio de Australia Circuito de Albert Park Longitud: 5,303 km Vueltas: 58 Distancia de carrera: 307,574 km Ganador 2016: Nico Rosberg - Mercedes            |                      | Libres 1                    | Lewis Hamilton   | Ganador                     | Sebastian Vettel |
| 1     | 24, 25 y 26 de marzo                 | Gran Premio de Australia Circuito de Albert Park Longitud: 5,303 km Vueltas: 58 Distancia de carrera: 307,574 km Ganador 2016: Nico Rosberg - Mercedes            | Libres 2             | Lewis Hamilton              | 2.º puesto       | Lewis Hamilton              |                  |
| 1     | 24, 25 y 26 de marzo                 | Gran Premio de Australia Circuito de Albert Park Longitud: 5,303 km Vueltas: 58 Distancia de carrera: 307,574 km Ganador 2016: Nico Rosberg - Mercedes            | Libres 3             | Sebastian Vettel            | 3.er puesto      | Valtteri Bottas             |                  |
| 1     | 24, 25 y 26 de marzo                 | Gran Premio de Australia Circuito de Albert Park Longitud: 5,303 km Vueltas: 58 Distancia de carrera: 307,574 km Ganador 2016: Nico Rosberg - Mercedes            | Pole position        | Lewis Hamilton (1:22.188)   | Vuelta rápida    | Kimi Räikkönen (1:26.538)   |                  |
| 1     | 24, 25 y 26 de marzo                 | Gran Premio de Australia Circuito de Albert Park Longitud: 5,303 km Vueltas: 58 Distancia de carrera: 307,574 km Ganador 2016: Nico Rosberg - Mercedes            | Resultados completos |                             |                  |                             |                  |
| 2     | 7, 8 y 9 de abril                    | Gran Premio de China Circuito Internacional de Shanghái Longitud: 5,451 km Vueltas: 56 Distancia de carrera: 305,066 km Ganador 2016: Nico Rosberg - Mercedes     |                      | Libres 1                    | Max Verstappen   | Ganador                     | Lewis Hamilton   |
| 2     | 7, 8 y 9 de abril                    | Gran Premio de China Circuito Internacional de Shanghái Longitud: 5,451 km Vueltas: 56 Distancia de carrera: 305,066 km Ganador 2016: Nico Rosberg - Mercedes     | Libres 2             | Sesión suspendida           | 2.º puesto       | Sebastian Vettel            |                  |
| 2     | 7, 8 y 9 de abril                    | Gran Premio de China Circuito Internacional de Shanghái Longitud: 5,451 km Vueltas: 56 Distancia de carrera: 305,066 km Ganador 2016: Nico Rosberg - Mercedes     | Libres 3             | Sebastian Vettel            | 3.er puesto      | Max Verstappen              |                  |
| 2     | 7, 8 y 9 de abril                    | Gran Premio de China Circuito Internacional de Shanghái Longitud: 5,451 km Vueltas: 56 Distancia de carrera: 305,066 km Ganador 2016: Nico Rosberg - Mercedes     | Pole position        | Lewis Hamilton (1:31.678)   | Vuelta rápida    | Lewis Hamilton (1:35.378)   |                  |
| 2     | 7, 8 y 9 de abril                    | Gran Premio de China Circuito Internacional de Shanghái Longitud: 5,451 km Vueltas: 56 Distancia de carrera: 305,066 km Ganador 2016: Nico Rosberg - Mercedes     | Resultados completos |                             |                  |                             |                  |
| 3     | 14, 15 y 16 de abril                 | Gran Premio de Baréin Circuito Internacional de Baréin Longitud: 5,412 km Vueltas: 57 Distancia de carrera: 308,238 km Ganador 2016: Nico Rosberg - Mercedes      |                      | Libres 1                    | Sebastian Vettel | Ganador                     | Sebastian Vettel |
| 3     | 14, 15 y 16 de abril                 | Gran Premio de Baréin Circuito Internacional de Baréin Longitud: 5,412 km Vueltas: 57 Distancia de carrera: 308,238 km Ganador 2016: Nico Rosberg - Mercedes      | Libres 2             | Sebastian Vettel            | 2.º puesto       | Lewis Hamilton              |                  |
| 3     | 14, 15 y 16 de abril                 | Gran Premio de Baréin Circuito Internacional de Baréin Longitud: 5,412 km Vueltas: 57 Distancia de carrera: 308,238 km Ganador 2016: Nico Rosberg - Mercedes      | Libres 3             | Max Verstappen              | 3.er puesto      | Valtteri Bottas             |                  |
| 3     | 14, 15 y 16 de abril                 | Gran Premio de Baréin Circuito Internacional de Baréin Longitud: 5,412 km Vueltas: 57 Distancia de carrera: 308,238 km Ganador 2016: Nico Rosberg - Mercedes      | Pole position        | Valtteri Bottas (1:28.769)  | Vuelta rápida    | Lewis Hamilton (1:32.798)   |                  |
| 3     | 14, 15 y 16 de abril                 | Gran Premio de Baréin Circuito Internacional de Baréin Longitud: 5,412 km Vueltas: 57 Distancia de carrera: 308,238 km Ganador 2016: Nico Rosberg - Mercedes      | Resultados completos |                             |                  |                             |                  |
| 4     | 28, 29 y 30 de abril                 | Gran Premio de Rusia Autódromo de Sochi Longitud: 5,484 km Vueltas: 53 Distancia de carrera: 309,745 km Ganador 2016: Nico Rosberg - Mercedes                     |                      | Libres 1                    | Kimi Räikkönen   | Ganador                     | Valtteri Bottas  |
| 4     | 28, 29 y 30 de abril                 | Gran Premio de Rusia Autódromo de Sochi Longitud: 5,484 km Vueltas: 53 Distancia de carrera: 309,745 km Ganador 2016: Nico Rosberg - Mercedes                     | Libres 2             | Sebastian Vettel            | 2.º puesto       | Sebastian Vettel            |                  |
| 4     | 28, 29 y 30 de abril                 | Gran Premio de Rusia Autódromo de Sochi Longitud: 5,484 km Vueltas: 53 Distancia de carrera: 309,745 km Ganador 2016: Nico Rosberg - Mercedes                     | Libres 3             | Sebastian Vettel            | 3.er puesto      | Kimi Räikkönen              |                  |
| 4     | 28, 29 y 30 de abril                 | Gran Premio de Rusia Autódromo de Sochi Longitud: 5,484 km Vueltas: 53 Distancia de carrera: 309,745 km Ganador 2016: Nico Rosberg - Mercedes                     | Pole position        | Sebastian Vettel (1:33.194) | Vuelta rápida    | Kimi Räikkönen (1:36.844)   |                  |
| 4     | 28, 29 y 30 de abril                 | Gran Premio de Rusia Autódromo de Sochi Longitud: 5,484 km Vueltas: 53 Distancia de carrera: 309,745 km Ganador 2016: Nico Rosberg - Mercedes                     | Resultados completos |                             |                  |                             |                  |
| 5     | 12, 13, 14 de mayo                   | Gran Premio de España Circuito de Barcelona-Cataluña Longitud: 4,655 km Vueltas: 66 Distancia de carrera: 307,104 km Ganador 2016: Max Verstappen - Red Bull      |                      | Libres 1                    | Lewis Hamilton   | Ganador                     | Lewis Hamilton   |
| 5     | 12, 13, 14 de mayo                   | Gran Premio de España Circuito de Barcelona-Cataluña Longitud: 4,655 km Vueltas: 66 Distancia de carrera: 307,104 km Ganador 2016: Max Verstappen - Red Bull      | Libres 2             | Lewis Hamilton              | 2.º puesto       | Sebastian Vettel            |                  |
| 5     | 12, 13, 14 de mayo                   | Gran Premio de España Circuito de Barcelona-Cataluña Longitud: 4,655 km Vueltas: 66 Distancia de carrera: 307,104 km Ganador 2016: Max Verstappen - Red Bull      | Libres 3             | Kimi Räikkönen              | 3.er puesto      | Daniel Ricciardo            |                  |
| 5     | 12, 13, 14 de mayo                   | Gran Premio de España Circuito de Barcelona-Cataluña Longitud: 4,655 km Vueltas: 66 Distancia de carrera: 307,104 km Ganador 2016: Max Verstappen - Red Bull      | Pole position        | Lewis Hamilton (1:19.149)   | Vuelta rápida    | Lewis Hamilton (1:23.593)   |                  |
| 5     | 12, 13, 14 de mayo                   | Gran Premio de España Circuito de Barcelona-Cataluña Longitud: 4,655 km Vueltas: 66 Distancia de carrera: 307,104 km Ganador 2016: Max Verstappen - Red Bull      | Resultados completos |                             |                  |                             |                  |
| 6     | 25, 27 y 28 de mayo                  | Gran Premio de Mónaco Circuito de Mónaco Longitud: 3,337 km Vueltas: 78 Distancia de carrera: 260,286 km Ganador 2016: Lewis Hamilton - Mercedes                  |                      | Libres 1                    | Lewis Hamilton   | Ganador                     | Sebastian Vettel |
| 6     | 25, 27 y 28 de mayo                  | Gran Premio de Mónaco Circuito de Mónaco Longitud: 3,337 km Vueltas: 78 Distancia de carrera: 260,286 km Ganador 2016: Lewis Hamilton - Mercedes                  | Libres 2             | Sebastian Vettel            | 2.º puesto       | Kimi Räikkönen              |                  |
| 6     | 25, 27 y 28 de mayo                  | Gran Premio de Mónaco Circuito de Mónaco Longitud: 3,337 km Vueltas: 78 Distancia de carrera: 260,286 km Ganador 2016: Lewis Hamilton - Mercedes                  | Libres 3             | Sebastian Vettel            | 3.er puesto      | Daniel Ricciardo            |                  |
| 6     | 25, 27 y 28 de mayo                  | Gran Premio de Mónaco Circuito de Mónaco Longitud: 3,337 km Vueltas: 78 Distancia de carrera: 260,286 km Ganador 2016: Lewis Hamilton - Mercedes                  | Pole position        | Kimi Räikkönen (1:12.178)   | Vuelta rápida    | Sergio Pérez (1:14.820)     |                  |
| 6     | 25, 27 y 28 de mayo                  | Gran Premio de Mónaco Circuito de Mónaco Longitud: 3,337 km Vueltas: 78 Distancia de carrera: 260,286 km Ganador 2016: Lewis Hamilton - Mercedes                  | Resultados completos |                             |                  |                             |                  |
| 7     | 9, 10 y 11 de junio                  | Gran Premio de Canadá Circuito Gilles Villeneuve Longitud: 4,361 km Vueltas: 70 Distancia de carrera: 305,270 km Ganador 2016: Lewis Hamilton - Mercedes          |                      | Libres 1                    | Lewis Hamilton   | Ganador                     | Lewis Hamilton   |
| 7     | 9, 10 y 11 de junio                  | Gran Premio de Canadá Circuito Gilles Villeneuve Longitud: 4,361 km Vueltas: 70 Distancia de carrera: 305,270 km Ganador 2016: Lewis Hamilton - Mercedes          | Libres 2             | Kimi Räikkönen              | 2.º puesto       | Valtteri Bottas             |                  |
| 7     | 9, 10 y 11 de junio                  | Gran Premio de Canadá Circuito Gilles Villeneuve Longitud: 4,361 km Vueltas: 70 Distancia de carrera: 305,270 km Ganador 2016: Lewis Hamilton - Mercedes          | Libres 3             | Sebastian Vettel            | 3.er puesto      | Daniel Ricciardo            |                  |
| 7     | 9, 10 y 11 de junio                  | Gran Premio de Canadá Circuito Gilles Villeneuve Longitud: 4,361 km Vueltas: 70 Distancia de carrera: 305,270 km Ganador 2016: Lewis Hamilton - Mercedes          | Pole position        | Lewis Hamilton (1:11.459)   | Vuelta rápida    | Lewis Hamilton (1:14.551)   |                  |
| 7     | 9, 10 y 11 de junio                  | Gran Premio de Canadá Circuito Gilles Villeneuve Longitud: 4,361 km Vueltas: 70 Distancia de carrera: 305,270 km Ganador 2016: Lewis Hamilton - Mercedes          | Resultados completos |                             |                  |                             |                  |
| 8     | 23, 24 y 25 de junio                 | Gran Premio de Azerbaiyán Circuito callejero de Bakú Longitud: 6,003 km Vueltas: 51 Distancia de carrera: 306,049 km Ganador 2016: Primera edición                |                      | Libres 1                    | Max Verstappen   | Ganador                     | Daniel Ricciardo |
| 8     | 23, 24 y 25 de junio                 | Gran Premio de Azerbaiyán Circuito callejero de Bakú Longitud: 6,003 km Vueltas: 51 Distancia de carrera: 306,049 km Ganador 2016: Primera edición                | Libres 2             | Max Verstappen              | 2.º puesto       | Valtteri Bottas             |                  |
| 8     | 23, 24 y 25 de junio                 | Gran Premio de Azerbaiyán Circuito callejero de Bakú Longitud: 6,003 km Vueltas: 51 Distancia de carrera: 306,049 km Ganador 2016: Primera edición                | Libres 3             | Valtteri Bottas             | 3.er puesto      | Lance Stroll                |                  |
| 8     | 23, 24 y 25 de junio                 | Gran Premio de Azerbaiyán Circuito callejero de Bakú Longitud: 6,003 km Vueltas: 51 Distancia de carrera: 306,049 km Ganador 2016: Primera edición                | Pole position        | Lewis Hamilton (1:40.593)   | Vuelta rápida    | Sebastian Vettel (1:43.441) |                  |
| 8     | 23, 24 y 25 de junio                 | Gran Premio de Azerbaiyán Circuito callejero de Bakú Longitud: 6,003 km Vueltas: 51 Distancia de carrera: 306,049 km Ganador 2016: Primera edición                | Resultados completos |                             |                  |                             |                  |
| 9     | 7, 8 y 9 de julio                    | Gran Premio de Austria Red Bull Ring Longitud: 4,326 km Vueltas: 71 Distancia de carrera: 307,020 km Ganador 2016: Lewis Hamilton - Mercedes                      |                      | Libres 1                    | Lewis Hamilton   | Ganador                     | Valtteri Bottas  |
| 9     | 7, 8 y 9 de julio                    | Gran Premio de Austria Red Bull Ring Longitud: 4,326 km Vueltas: 71 Distancia de carrera: 307,020 km Ganador 2016: Lewis Hamilton - Mercedes                      | Libres 2             | Lewis Hamilton              | 2.º puesto       | Sebastian Vettel            |                  |
| 9     | 7, 8 y 9 de julio                    | Gran Premio de Austria Red Bull Ring Longitud: 4,326 km Vueltas: 71 Distancia de carrera: 307,020 km Ganador 2016: Lewis Hamilton - Mercedes                      | Libres 3             | Sebastian Vettel            | 3.er puesto      | Daniel Ricciardo            |                  |
| 9     | 7, 8 y 9 de julio                    | Gran Premio de Austria Red Bull Ring Longitud: 4,326 km Vueltas: 71 Distancia de carrera: 307,020 km Ganador 2016: Lewis Hamilton - Mercedes                      | Pole position        | Valtteri Bottas (1:04.251)  | Vuelta rápida    | Lewis Hamilton (1:07.411)   |                  |
| 9     | 7, 8 y 9 de julio                    | Gran Premio de Austria Red Bull Ring Longitud: 4,326 km Vueltas: 71 Distancia de carrera: 307,020 km Ganador 2016: Lewis Hamilton - Mercedes                      | Resultados completos |                             |                  |                             |                  |
| 10    | 14, 15 y 16 de julio                 | Gran Premio de Gran Bretaña Circuito de Silverstone Longitud: 5,891 km Vueltas: 52 Distancia de carrera: 306,198 km Ganador 2016: Lewis Hamilton - Mercedes       |                      | Libres 1                    | Valtteri Bottas  | Ganador                     | Lewis Hamilton   |
| 10    | 14, 15 y 16 de julio                 | Gran Premio de Gran Bretaña Circuito de Silverstone Longitud: 5,891 km Vueltas: 52 Distancia de carrera: 306,198 km Ganador 2016: Lewis Hamilton - Mercedes       | Libres 2             | Valtteri Bottas             | 2.º puesto       | Valtteri Bottas             |                  |
| 10    | 14, 15 y 16 de julio                 | Gran Premio de Gran Bretaña Circuito de Silverstone Longitud: 5,891 km Vueltas: 52 Distancia de carrera: 306,198 km Ganador 2016: Lewis Hamilton - Mercedes       | Libres 3             | Lewis Hamilton              | 3.er puesto      | Kimi Räikkönen              |                  |
| 10    | 14, 15 y 16 de julio                 | Gran Premio de Gran Bretaña Circuito de Silverstone Longitud: 5,891 km Vueltas: 52 Distancia de carrera: 306,198 km Ganador 2016: Lewis Hamilton - Mercedes       | Pole position        | Lewis Hamilton (1:26.600)   | Vuelta rápida    | Lewis Hamilton (1:30.621)   |                  |
| 10    | 14, 15 y 16 de julio                 | Gran Premio de Gran Bretaña Circuito de Silverstone Longitud: 5,891 km Vueltas: 52 Distancia de carrera: 306,198 km Ganador 2016: Lewis Hamilton - Mercedes       | Resultados completos |                             |                  |                             |                  |
| 11    | 28, 29 y 30 de julio                 | Gran Premio de Hungría Hungaroring Longitud: 4,381 km Vueltas: 70 Distancia de carrera: 306,630 km Ganador 2016: Lewis Hamilton - Mercedes                        |                      | Libres 1                    | Daniel Ricciardo | Ganador                     | Sebastian Vettel |
| 11    | 28, 29 y 30 de julio                 | Gran Premio de Hungría Hungaroring Longitud: 4,381 km Vueltas: 70 Distancia de carrera: 306,630 km Ganador 2016: Lewis Hamilton - Mercedes                        | Libres 2             | Daniel Ricciardo            | 2.º puesto       | Kimi Räikkönen              |                  |
| 11    | 28, 29 y 30 de julio                 | Gran Premio de Hungría Hungaroring Longitud: 4,381 km Vueltas: 70 Distancia de carrera: 306,630 km Ganador 2016: Lewis Hamilton - Mercedes                        | Libres 3             | Sebastian Vettel            | 3.er puesto      | Valtteri Bottas             |                  |
| 11    | 28, 29 y 30 de julio                 | Gran Premio de Hungría Hungaroring Longitud: 4,381 km Vueltas: 70 Distancia de carrera: 306,630 km Ganador 2016: Lewis Hamilton - Mercedes                        | Pole position        | Sebastian Vettel (1:16.276) | Vuelta rápida    | Fernando Alonso (1:20.182)  |                  |
| 11    | 28, 29 y 30 de julio                 | Gran Premio de Hungría Hungaroring Longitud: 4,381 km Vueltas: 70 Distancia de carrera: 306,630 km Ganador 2016: Lewis Hamilton - Mercedes                        | Resultados completos |                             |                  |                             |                  |
| 12    | 25, 26 y 27 de agosto                | Gran Premio de Bélgica Circuito de Spa-Francorchamps Longitud: 7,004 km Vueltas: 44 Distancia de carrera: 308,052 km Ganador 2016: Nico Rosberg - Mercedes        |                      | Libres 1                    | Kimi Räikkönen   | Ganador                     | Lewis Hamilton   |
| 12    | 25, 26 y 27 de agosto                | Gran Premio de Bélgica Circuito de Spa-Francorchamps Longitud: 7,004 km Vueltas: 44 Distancia de carrera: 308,052 km Ganador 2016: Nico Rosberg - Mercedes        | Libres 2             | Lewis Hamilton              | 2.º puesto       | Sebastian Vettel            |                  |
| 12    | 25, 26 y 27 de agosto                | Gran Premio de Bélgica Circuito de Spa-Francorchamps Longitud: 7,004 km Vueltas: 44 Distancia de carrera: 308,052 km Ganador 2016: Nico Rosberg - Mercedes        | Libres 3             | Kimi Räikkönen              | 3.er puesto      | Daniel Ricciardo            |                  |
| 12    | 25, 26 y 27 de agosto                | Gran Premio de Bélgica Circuito de Spa-Francorchamps Longitud: 7,004 km Vueltas: 44 Distancia de carrera: 308,052 km Ganador 2016: Nico Rosberg - Mercedes        | Pole position        | Lewis Hamilton (1:42.553)   | Vuelta rápida    | Sebastian Vettel (1:46.577) |                  |
| 12    | 25, 26 y 27 de agosto                | Gran Premio de Bélgica Circuito de Spa-Francorchamps Longitud: 7,004 km Vueltas: 44 Distancia de carrera: 308,052 km Ganador 2016: Nico Rosberg - Mercedes        | Resultados completos |                             |                  |                             |                  |
| 13    | 1, 2 y 3 de septiembre               | Gran Premio de Italia Autodromo Nazionale di Monza Longitud: 5,793 km Vueltas: 53 Distancia de carrera: 306,720 km Ganador 2016: Nico Rosberg - Mercedes          |                      | Libres 1                    | Lewis Hamilton   | Ganador                     | Lewis Hamilton   |
| 13    | 1, 2 y 3 de septiembre               | Gran Premio de Italia Autodromo Nazionale di Monza Longitud: 5,793 km Vueltas: 53 Distancia de carrera: 306,720 km Ganador 2016: Nico Rosberg - Mercedes          | Libres 2             | Valtteri Bottas             | 2.º puesto       | Valtteri Bottas             |                  |
| 13    | 1, 2 y 3 de septiembre               | Gran Premio de Italia Autodromo Nazionale di Monza Longitud: 5,793 km Vueltas: 53 Distancia de carrera: 306,720 km Ganador 2016: Nico Rosberg - Mercedes          | Libres 3             | Felipe Massa                | 3.er puesto      | Sebastian Vettel            |                  |
| 13    | 1, 2 y 3 de septiembre               | Gran Premio de Italia Autodromo Nazionale di Monza Longitud: 5,793 km Vueltas: 53 Distancia de carrera: 306,720 km Ganador 2016: Nico Rosberg - Mercedes          | Pole position        | Lewis Hamilton (1:35.554)   | Vuelta rápida    | Daniel Ricciardo (1:23.361) |                  |
| 13    | 1, 2 y 3 de septiembre               | Gran Premio de Italia Autodromo Nazionale di Monza Longitud: 5,793 km Vueltas: 53 Distancia de carrera: 306,720 km Ganador 2016: Nico Rosberg - Mercedes          | Resultados completos |                             |                  |                             |                  |
| 14    | 15, 16 y 17 de septiembre            | Gran Premio de Singapur Circuito callejero de Marina Bay Longitud: 5,065 km Vueltas: 61 Distancia de carrera: 308,828 km Ganador 2016: Nico Rosberg - Mercedes    |                      | Libres 1                    | Daniel Ricciardo | Ganador                     | Lewis Hamilton   |
| 14    | 15, 16 y 17 de septiembre            | Gran Premio de Singapur Circuito callejero de Marina Bay Longitud: 5,065 km Vueltas: 61 Distancia de carrera: 308,828 km Ganador 2016: Nico Rosberg - Mercedes    | Libres 2             | Daniel Ricciardo            | 2.º puesto       | Daniel Ricciardo            |                  |
| 14    | 15, 16 y 17 de septiembre            | Gran Premio de Singapur Circuito callejero de Marina Bay Longitud: 5,065 km Vueltas: 61 Distancia de carrera: 308,828 km Ganador 2016: Nico Rosberg - Mercedes    | Libres 3             | Max Verstappen              | 3.er puesto      | Valtteri Bottas             |                  |
| 14    | 15, 16 y 17 de septiembre            | Gran Premio de Singapur Circuito callejero de Marina Bay Longitud: 5,065 km Vueltas: 61 Distancia de carrera: 308,828 km Ganador 2016: Nico Rosberg - Mercedes    | Pole position        | Sebastian Vettel (1:39.491) | Vuelta rápida    | Lewis Hamilton (1:45.008)   |                  |
| 14    | 15, 16 y 17 de septiembre            | Gran Premio de Singapur Circuito callejero de Marina Bay Longitud: 5,065 km Vueltas: 61 Distancia de carrera: 308,828 km Ganador 2016: Nico Rosberg - Mercedes    | Resultados completos |                             |                  |                             |                  |
| 15    | 29 y 30 de septiembre y 1 de octubre | Gran Premio de Malasia Circuito Internacional de Sepang Longitud: 5,543 km Vueltas: 56 Distancia de carrera: 310,408 km Ganador 2016: Daniel Ricciardo - Red Bull |                      | Libres 1                    | Max Verstappen   | Ganador                     | Max Verstappen   |
| 15    | 29 y 30 de septiembre y 1 de octubre | Gran Premio de Malasia Circuito Internacional de Sepang Longitud: 5,543 km Vueltas: 56 Distancia de carrera: 310,408 km Ganador 2016: Daniel Ricciardo - Red Bull | Libres 2             | Sebastian Vettel            | 2.º puesto       | Lewis Hamilton              |                  |
| 15    | 29 y 30 de septiembre y 1 de octubre | Gran Premio de Malasia Circuito Internacional de Sepang Longitud: 5,543 km Vueltas: 56 Distancia de carrera: 310,408 km Ganador 2016: Daniel Ricciardo - Red Bull | Libres 3             | Kimi Räikkönen              | 3.er puesto      | Daniel Ricciardo            |                  |
| 15    | 29 y 30 de septiembre y 1 de octubre | Gran Premio de Malasia Circuito Internacional de Sepang Longitud: 5,543 km Vueltas: 56 Distancia de carrera: 310,408 km Ganador 2016: Daniel Ricciardo - Red Bull | Pole position        | Lewis Hamilton (1:30.076)   | Vuelta rápida    | Sebastian Vettel (1:34.080) |                  |
| 15    | 29 y 30 de septiembre y 1 de octubre | Gran Premio de Malasia Circuito Internacional de Sepang Longitud: 5,543 km Vueltas: 56 Distancia de carrera: 310,408 km Ganador 2016: Daniel Ricciardo - Red Bull | Resultados completos |                             |                  |                             |                  |
| 16    | 6, 7 y 8 de octubre                  | Gran Premio de Japón Circuito de Suzuka Longitud: 5,807 km Vueltas: 53 Distancia de carrera: 307,471 km Ganador 2016: Nico Rosberg - Mercedes                     |                      | Libres 1                    | Sebastian Vettel | Ganador                     | Lewis Hamilton   |
| 16    | 6, 7 y 8 de octubre                  | Gran Premio de Japón Circuito de Suzuka Longitud: 5,807 km Vueltas: 53 Distancia de carrera: 307,471 km Ganador 2016: Nico Rosberg - Mercedes                     | Libres 2             | Lewis Hamilton              | 2.º puesto       | Max Verstappen              |                  |
| 16    | 6, 7 y 8 de octubre                  | Gran Premio de Japón Circuito de Suzuka Longitud: 5,807 km Vueltas: 53 Distancia de carrera: 307,471 km Ganador 2016: Nico Rosberg - Mercedes                     | Libres 3             | Valtteri Bottas             | 3.er puesto      | Daniel Ricciardo            |                  |
| 16    | 6, 7 y 8 de octubre                  | Gran Premio de Japón Circuito de Suzuka Longitud: 5,807 km Vueltas: 53 Distancia de carrera: 307,471 km Ganador 2016: Nico Rosberg - Mercedes                     | Pole position        | Lewis Hamilton (1:27.319)   | Vuelta rápida    | Valtteri Bottas (1:33.144)  |                  |
| 16    | 6, 7 y 8 de octubre                  | Gran Premio de Japón Circuito de Suzuka Longitud: 5,807 km Vueltas: 53 Distancia de carrera: 307,471 km Ganador 2016: Nico Rosberg - Mercedes                     | Resultados completos |                             |                  |                             |                  |
| 17    | 20, 21 y 22 de octubre               | Gran Premio de Estados Unidos Circuito de las Américas Longitud: 5,513 km Vueltas: 56 Distancia de carrera: 308,405 km Ganador 2016: Lewis Hamilton - Mercedes    |                      | Libres 1                    | Lewis Hamilton   | Ganador                     | Lewis Hamilton   |
| 17    | 20, 21 y 22 de octubre               | Gran Premio de Estados Unidos Circuito de las Américas Longitud: 5,513 km Vueltas: 56 Distancia de carrera: 308,405 km Ganador 2016: Lewis Hamilton - Mercedes    | Libres 2             | Lewis Hamilton              | 2.º puesto       | Sebastian Vettel            |                  |
| 17    | 20, 21 y 22 de octubre               | Gran Premio de Estados Unidos Circuito de las Américas Longitud: 5,513 km Vueltas: 56 Distancia de carrera: 308,405 km Ganador 2016: Lewis Hamilton - Mercedes    | Libres 3             | Lewis Hamilton              | 3.er puesto      | Kimi Räikkönen              |                  |
| 17    | 20, 21 y 22 de octubre               | Gran Premio de Estados Unidos Circuito de las Américas Longitud: 5,513 km Vueltas: 56 Distancia de carrera: 308,405 km Ganador 2016: Lewis Hamilton - Mercedes    | Pole position        | Lewis Hamilton (1:33.108)   | Vuelta rápida    | Sebastian Vettel (1:37.766) |                  |
| 17    | 20, 21 y 22 de octubre               | Gran Premio de Estados Unidos Circuito de las Américas Longitud: 5,513 km Vueltas: 56 Distancia de carrera: 308,405 km Ganador 2016: Lewis Hamilton - Mercedes    | Resultados completos |                             |                  |                             |                  |
| 18    | 27, 28 y 29 de octubre               | Gran Premio de México Autódromo Hermanos Rodríguez Longitud: 4,304 km Vueltas: 71 Distancia de carrera: 305,354 km Ganador 2016: Lewis Hamilton - Mercedes        |                      | Libres 1                    | Valtteri Bottas  | Ganador                     | Max Verstappen   |
| 18    | 27, 28 y 29 de octubre               | Gran Premio de México Autódromo Hermanos Rodríguez Longitud: 4,304 km Vueltas: 71 Distancia de carrera: 305,354 km Ganador 2016: Lewis Hamilton - Mercedes        | Libres 2             | Daniel Ricciardo            | 2.º puesto       | Valtteri Bottas             |                  |
| 18    | 27, 28 y 29 de octubre               | Gran Premio de México Autódromo Hermanos Rodríguez Longitud: 4,304 km Vueltas: 71 Distancia de carrera: 305,354 km Ganador 2016: Lewis Hamilton - Mercedes        | Libres 3             | Max Verstappen              | 3.er puesto      | Kimi Räikkönen              |                  |
| 18    | 27, 28 y 29 de octubre               | Gran Premio de México Autódromo Hermanos Rodríguez Longitud: 4,304 km Vueltas: 71 Distancia de carrera: 305,354 km Ganador 2016: Lewis Hamilton - Mercedes        | Pole position        | Sebastian Vettel (1:16.488) | Vuelta rápida    | Sebastian Vettel (1:18.785) |                  |
| 18    | 27, 28 y 29 de octubre               | Gran Premio de México Autódromo Hermanos Rodríguez Longitud: 4,304 km Vueltas: 71 Distancia de carrera: 305,354 km Ganador 2016: Lewis Hamilton - Mercedes        | Resultados completos |                             |                  |                             |                  |
| 19    | 10, 11 y 12 de noviembre             | Gran Premio de Brasil Autódromo José Carlos Pace Longitud: 4,309 km Vueltas: 71 Distancia de carrera: 305,909 km Ganador 2016: Lewis Hamilton - Mercedes          |                      | Libres 1                    | Lewis Hamilton   | Ganador                     | Sebastian Vettel |
| 19    | 10, 11 y 12 de noviembre             | Gran Premio de Brasil Autódromo José Carlos Pace Longitud: 4,309 km Vueltas: 71 Distancia de carrera: 305,909 km Ganador 2016: Lewis Hamilton - Mercedes          | Libres 2             | Lewis Hamilton              | 2.º puesto       | Valtteri Bottas             |                  |
| 19    | 10, 11 y 12 de noviembre             | Gran Premio de Brasil Autódromo José Carlos Pace Longitud: 4,309 km Vueltas: 71 Distancia de carrera: 305,909 km Ganador 2016: Lewis Hamilton - Mercedes          | Libres 3             | Valtteri Bottas             | 3.er puesto      | Kimi Räikkönen              |                  |
| 19    | 10, 11 y 12 de noviembre             | Gran Premio de Brasil Autódromo José Carlos Pace Longitud: 4,309 km Vueltas: 71 Distancia de carrera: 305,909 km Ganador 2016: Lewis Hamilton - Mercedes          | Pole position        | Valtteri Bottas (1:08.322)  | Vuelta rápida    | Max Verstappen (1:11.044)   |                  |
| 19    | 10, 11 y 12 de noviembre             | Gran Premio de Brasil Autódromo José Carlos Pace Longitud: 4,309 km Vueltas: 71 Distancia de carrera: 305,909 km Ganador 2016: Lewis Hamilton - Mercedes          | Resultados completos |                             |                  |                             |                  |
| 20    | 24, 25 y 26 de noviembre             | Gran Premio de Abu Dabi Circuito Yas Marina Longitud: 5,554 km Vueltas: 55 Distancia de carrera: 305,355 km Ganador 2016: Lewis Hamilton - Mercedes               |                      | Libres 1                    | Sebastian Vettel | Ganador                     | Valtteri Bottas  |
| 20    | 24, 25 y 26 de noviembre             | Gran Premio de Abu Dabi Circuito Yas Marina Longitud: 5,554 km Vueltas: 55 Distancia de carrera: 305,355 km Ganador 2016: Lewis Hamilton - Mercedes               | Libres 2             | Lewis Hamilton              | 2.º puesto       | Lewis Hamilton              |                  |
| 20    | 24, 25 y 26 de noviembre             | Gran Premio de Abu Dabi Circuito Yas Marina Longitud: 5,554 km Vueltas: 55 Distancia de carrera: 305,355 km Ganador 2016: Lewis Hamilton - Mercedes               | Libres 3             | Lewis Hamilton              | 3.er puesto      | Sebastian Vettel            |                  |
| 20    | 24, 25 y 26 de noviembre             | Gran Premio de Abu Dabi Circuito Yas Marina Longitud: 5,554 km Vueltas: 55 Distancia de carrera: 305,355 km Ganador 2016: Lewis Hamilton - Mercedes               | Pole position        | Valtteri Bottas (1:36.231)  | Vuelta rápida    | Valtteri Bottas (1:40.750)  |                  |
| 20    | 24, 25 y 26 de noviembre             | Gran Premio de Abu Dabi Circuito Yas Marina Longitud: 5,554 km Vueltas: 55 Distancia de carrera: 305,355 km Ganador 2016: Lewis Hamilton - Mercedes               | Resultados completos |                             |                  |                             |                  |

Fuente: F1.com

## Clasificaciones

### Puntuaciones
| Posición | 1.º | 2.º | 3.º | 4.º | 5.º | 6.º | 7.º | 8.º | 9.º | 10.º |
| Puntos   | 25  | 18  | 15  | 12  | 10  | 8   | 6   | 4   | 2   | 1    |

### Campeonato de Pilotos
| Pos. | N.º | Piloto             | AUS | CHN | BHR | RUS | ESP | MON | CAN | AZE | AUT | GBR | HUN | BEL | ITA | SIN | MYS | JPN | USA | MEX | BRA | ABU | Puntos |
| ---- | --- | ------------------ | --- | --- | --- | --- | --- | --- | --- | --- | --- | --- | --- | --- | --- | --- | --- | --- | --- | --- | --- | --- | ------ |
| 1    | 44  | Lewis Hamilton     | 2   | 1   | 2   | 4   | 1   | 7   | 1   | 5   | 4   | 1   | 4   | 1   | 1   | 1   | 2   | 1   | 1   | 9   | 4   | 2   | 363    |
| 2    | 5   | Sebastian Vettel   | 1   | 2   | 1   | 2   | 2   | 1   | 4   | 4   | 2   | 7   | 1   | 2   | 3   | Ret | 4   | Ret | 2   | 4   | 1   | 3   | 317    |
| 3    | 77  | Valtteri Bottas    | 3   | 6   | 3   | 1   | Ret | 4   | 2   | 2   | 1   | 2   | 3   | 5   | 2   | 3   | 5   | 4   | 5   | 2   | 2   | 1   | 305    |
| 4    | 7   | Kimi Räikkönen     | 4   | 5   | 4   | 3   | Ret | 2   | 7   | 14† | 5   | 3   | 2   | 4   | 5   | Ret | DNS | 5   | 3   | 3   | 3   | 4   | 205    |
| 5    | 3   | Daniel Ricciardo   | Ret | 4   | 5   | Ret | 3   | 3   | 3   | 1   | 3   | 5   | Ret | 3   | 4   | 2   | 3   | 3   | Ret | Ret | 6   | Ret | 200    |
| 6    | 33  | Max Verstappen     | 5   | 3   | Ret | 5   | Ret | 5   | Ret | Ret | Ret | 4   | 5   | Ret | 10  | Ret | 1   | 2   | 4   | 1   | 5   | 5   | 168    |
| 7    | 11  | Sergio Pérez       | 7   | 9   | 7   | 6   | 4   | 13  | 5   | Ret | 7   | 9   | 8   | 17† | 9   | 5   | 6   | 7   | 8   | 7   | 9   | 7   | 100    |
| 8    | 31  | Esteban Ocon       | 10  | 10  | 10  | 7   | 5   | 12  | 6   | 6   | 8   | 8   | 9   | 9   | 6   | 10  | 10  | 6   | 6   | 5   | Ret | 8   | 87     |
| 9    | 55  | Carlos Sainz Jr.   | 8   | 7   | Ret | 10  | 7   | 6   | Ret | 8   | Ret | Ret | 7   | 10  | 14  | 4   | Ret | Ret | 7   | Ret | 11  | Ret | 54     |
| 10   | 27  | Nico Hülkenberg    | 11  | 12  | 9   | 8   | 6   | Ret | 8   | Ret | 13  | 6   | 17† | 6   | 13  | Ret | 16  | Ret | Ret | Ret | 10  | 6   | 43     |
| 11   | 19  | Felipe Massa       | 6   | 14  | 6   | 9   | 13  | 9   | Ret | Ret | 9   | 10  | INJ | 8   | 8   | 11  | 9   | 10  | 9   | 11  | 7   | 10  | 43     |
| 12   | 18  | Lance Stroll       | Ret | Ret | Ret | 11  | 16  | 15† | 9   | 3   | 10  | 16  | 14  | 11  | 7   | 8   | 8   | Ret | 11  | 6   | 16  | 18  | 40     |
| 13   | 8   | Romain Grosjean    | Ret | 11  | 8   | Ret | 10  | 8   | 10  | 13  | 6   | 13  | Ret | 7   | 15  | 9   | 13  | 9   | 14  | 15  | 15  | 11  | 28     |
| 14   | 20  | Kevin Magnussen    | Ret | 8   | Ret | 13  | 14  | 10  | 12  | 7   | Ret | 12  | 11  | 15  | 11  | Ret | 12  | 8   | 16  | 8   | Ret | 13  | 19     |
| 15   | 14  | Fernando Alonso    | Ret | Ret | 14† | DNS | 12  |     | 16† | 9   | Ret | Ret | 6   | Ret | 17† | Ret | 11  | 11  | Ret | 10  | 8   | 9   | 17     |
| 16   | 2   | Stoffel Vandoorne  | 13  | Ret | DNS | 14  | Ret | Ret | 14  | 12  | 12  | 11  | 10  | 14  | Ret | 7   | 7   | 14  | 12  | 12  | Ret | 12  | 13     |
| 17   | 30  | Jolyon Palmer      | Ret | 13  | 13  | Ret | 15  | 11  | 11  | Ret | 11  | DNS | 13  | 13  | Ret | 6   | 15  | 12  |     |     |     |     | 8      |
| 18   | 94  | Pascal Wehrlein    | INJ |     | 11  | 16  | 8   | Ret | 15  | 10  | 14  | 17  | 15  | Ret | 16  | 12  | 17  | 15  | Ret | 14  | 14  | 14  | 5      |
| 19   | 26  | Daniil Kvyat       | 9   | Ret | 12  | 12  | 9   | 14† | Ret | Ret | 16  | 15  | 12  | 12  | 12  | Ret |     |     | 10  |     |     |     | 5      |
| 20   | 9   | Marcus Ericsson    | Ret | 15  | Ret | 15  | 11  | Ret | 13  | 11  | 15  | 14  | 16  | 16  | 18† | Ret | 18  | Ret | 15  | Ret | 13  | 17  | 0      |
| 21   | 10  | Pierre Gasly       |     |     |     |     |     |     |     |     |     |     |     |     |     |     | 14  | 13  |     | 13  | 12  | 16  | 0      |
| 22   | 36  | Antonio Giovinazzi | 12  | Ret |     |     |     |     |     |     |     |     |     |     |     |     |     |     |     |     |     |     | 0      |
| 23   | 28  | Brendon Hartley    |     |     |     |     |     |     |     |     |     |     |     |     |     |     |     |     | 13  | Ret | Ret | 15  | 0      |
| NC   | 22  | Jenson Button      |     |     |     |     |     | Ret |     |     |     |     |     |     |     |     |     |     |     |     |     |     | 0      |
| NC   | 40  | Paul Di Resta      |     |     |     |     |     |     |     |     |     |     | Ret |     |     |     |     |     |     |     |     |     | 0      |
| Pos. | N.º | Piloto             | AUS | CHN | BHR | RUS | ESP | MON | CAN | AZE | AUT | GBR | HUN | BEL | ITA | SIN | MYS | JPN | USA | MEX | BRA | ABU | Puntos |

| Color      | Resultado                          |
| ---------- | ---------------------------------- |
| Oro        | Ganador                            |
| Plata      | 2.º puesto                         |
| Bronce     | 3.er puesto                        |
| Verde      | Finalizó en los puntos             |
| Azul       | Finalizó sin puntos                |
| Azul       | NC - No clasificado                |
| Violeta    | Ret - No terminó                   |
| Rojo       | DNQ - No se clasificó              |
| Rojo       | DNPQ - No se preclasificó          |
| Negro      | DSQ - Descalificado                |
| Blanco     | DNS - No empezó                    |
| Blanco     | WD - Retirado                      |
| Blanco     | C - Carrera cancelada              |
| Azul claro | TD - Entrenamientos libres (2003-) |
| Sin color  | DNP - Inscrito, pero no participó  |
| Sin color  | INJ - Inscrito, pero lesionado     |
| Sin color  | EX - Excluido                      |

| Estado  | Resultado                                                                             |
| ------- | ------------------------------------------------------------------------------------- |
| Negrita | Pole position                                                                         |
| Cursiva | Vuelta rápida                                                                         |
| 1-8     | Posiciones puntuables de clasificación sprint (2021-)                                 |
| †       | No acabó el Gran Premio, pero fue clasificado ya que completó el porcentaje necesario |
| ‡       | Monoplaza compartido                                                                  |
| ~       | Se otorgó la mitad de puntos ya que no se cumplió con el 75% de la carrera            |
| ≠       | No obtuvo puntos ya que era piloto invitado                                           |
| F2      | Inscrito para carrera de Fórmula 2, no sumaba puntos                                  |

- Fuente: F1.com[61]

### Estadísticas del Campeonato de Pilotos
| Pos. | Piloto             | Escudería          | Grandes Premios | Victorias | Podios | Poles | Vueltas rápidas | Puntos |
| ---- | ------------------ | ------------------ | --------------- | --------- | ------ | ----- | --------------- | ------ |
| 1    | Lewis Hamilton     | Mercedes           | 20 (20)         | 9         | 13     | 11    | 7               | 363    |
| 2    | Sebastian Vettel   | Ferrari            | 20 (20)         | 5         | 13     | 4     | 5               | 317    |
| 3    | Valtteri Bottas    | Mercedes           | 20 (20)         | 3         | 13     | 4     | 2               | 305    |
| 4    | Kimi Räikkönen     | Ferrari            | 20 (19)         |           | 7      | 1     | 2               | 205    |
| 5    | Daniel Ricciardo   | Red Bull           | 20 (20)         | 1         | 9      |       | 1               | 200    |
| 6    | Max Verstappen     | Red Bull           | 20 (20)         | 2         | 4      |       | 1               | 168    |
| 7    | Sergio Pérez       | Force India        | 20 (20)         |           |        |       | 1               | 100    |
| 8    | Esteban Ocon       | Force India        | 20 (20)         |           |        |       |                 | 87     |
| 9    | Carlos Sainz Jr.   | Toro Rosso Renault | 20 (20)         |           |        |       |                 | 54     |
| 10   | Felipe Massa       | Williams           | 19 (19)         |           |        |       |                 | 43     |
| 11   | Nico Hülkenberg    | Renault            | 20 (19)         |           |        |       |                 | 43     |
| 12   | Lance Stroll       | Williams           | 20 (20)         |           | 1      |       |                 | 40     |
| 13   | Romain Grosjean    | Haas               | 20 (20)         |           |        |       |                 | 28     |
| 14   | Kevin Magnussen    | Haas               | 20 (20)         |           |        |       |                 | 19     |
| 15   | Fernando Alonso    | McLaren            | 19 (18)         |           |        |       | 1               | 17     |
| 16   | Stoffel Vandoorne  | McLaren            | 20 (19)         |           |        |       |                 | 13     |
| 17   | Jolyon Palmer      | Renault            | 16 (15)         |           |        |       |                 | 8      |
| 18   | Daniil Kvyat       | Toro Rosso         | 15 (15)         |           |        |       |                 | 5      |
| 19   | Pascal Wehrlein    | Sauber             | 18 (18)         |           |        |       |                 | 5      |
| 20   | Marcus Ericsson    | Sauber             | 20 (20)         |           |        |       |                 | 0      |
| 21   | Pierre Gasly       | Toro Rosso         | 5 (5)           |           |        |       |                 | 0      |
| 22   | Antonio Giovinazzi | Sauber             | 2 (2)           |           |        |       |                 | 0      |
| 23   | Brendon Hartley    | Toro Rosso         | 4 (4)           |           |        |       |                 | 0      |
| NC   | Jenson Button      | McLaren            | 1 (1)           |           |        |       |                 | 0      |
| NC   | Paul Di Resta      | Williams           | 1 (1)           |           |        |       |                 | 0      |

- Fuente: F1.com[61]

### Campeonato de Constructores
| Pos. | Constructor          | N.º | AUS | CHN | BHR | RUS | ESP | MON | CAN | AZE | AUT | GBR | HUN | BEL | ITA | SIN | MYS | JPN | USA | MEX | BRA | ABU | Puntos |
| ---- | -------------------- | --- | --- | --- | --- | --- | --- | --- | --- | --- | --- | --- | --- | --- | --- | --- | --- | --- | --- | --- | --- | --- | ------ |
| 1    | Mercedes             | 44  | 2   | 1   | 2   | 4   | 1   | 7   | 1   | 5   | 4   | 1   | 4   | 1   | 1   | 1   | 2   | 1   | 1   | 9   | 4   | 2   | 668    |
| 1    | Mercedes             | 77  | 3   | 6   | 3   | 1   | Ret | 4   | 2   | 2   | 1   | 2   | 3   | 5   | 2   | 3   | 5   | 4   | 5   | 2   | 2   | 1   | 668    |
| 2    | Ferrari              | 5   | 1   | 2   | 1   | 2   | 2   | 1   | 4   | 4   | 2   | 7   | 1   | 2   | 3   | Ret | 4   | Ret | 2   | 4   | 1   | 3   | 522    |
| 2    | Ferrari              | 7   | 4   | 5   | 4   | 3   | Ret | 2   | 7   | 14† | 5   | 3   | 2   | 4   | 5   | Ret | DNS | 5   | 3   | 3   | 3   | 4   | 522    |
| 3    | Red Bull-TAG Heuer   | 3   | Ret | 4   | 5   | Ret | 3   | 3   | 3   | 1   | 3   | 5   | Ret | 3   | 4   | 2   | 3   | 3   | Ret | Ret | 6   | Ret | 368    |
| 3    | Red Bull-TAG Heuer   | 33  | 5   | 3   | Ret | 5   | Ret | 5   | Ret | Ret | Ret | 4   | 5   | Ret | 10  | Ret | 1   | 2   | 4   | 1   | 5   | 5   | 368    |
| 4    | Force India-Mercedes | 11  | 7   | 9   | 7   | 6   | 4   | 13  | 5   | Ret | 7   | 9   | 8   | 17  | 9   | 5   | 6   | 7   | 8   | 7   | 9   | 7   | 187    |
| 4    | Force India-Mercedes | 31  | 10  | 10  | 10  | 7   | 5   | 12  | 6   | 6   | 8   | 8   | 9   | 9   | 6   | 10  | 10  | 6   | 6   | 5   | Ret | 8   | 187    |
| 5    | Williams-Mercedes    | 18  | Ret | Ret | Ret | 11  | 16  | 15  | 9   | 3   | 10  | 16  | 14  | 11  | 7   | 8   | 8   | Ret | 11  | 6   | 16  | 18  | 83     |
| 5    | Williams-Mercedes    | 19  | 6   | 14  | 6   | 9   | 13  | 9   | Ret | Ret | 9   | 10  | INJ | 8   | 8   | 11  | 9   | 10  | 9   | 11  | 7   | 10  | 83     |
| 5    | Williams-Mercedes    | 40  |     |     |     |     |     |     |     |     |     |     | Ret |     |     |     |     |     |     |     |     |     | 83     |
| 6    | Renault              | 27  | 11  | 12  | 9   | 8   | 6   | Ret | 8   | Ret | 13  | 6   | 17† | 6   | 13  | Ret | 16  | Ret | Ret | Ret | 10  | 6   | 57     |
| 6    | Renault              | 30  | Ret | 13  | 13  | Ret | 15  | 11  | 11  | Ret | 11  | DNS | 12  | 13  | Ret | 6   | 15  | 12  |     |     |     |     | 57     |
| 6    | Renault              | 55  |     |     |     |     |     |     |     |     |     |     |     |     |     |     |     |     | 7   | Ret | 11  | Ret | 57     |
| 7    | Toro Rosso           | 10  |     |     |     |     |     |     |     |     |     |     |     |     |     |     | 14  | 13  |     | 13  | 12  | 16  | 53     |
| 7    | Toro Rosso           | 26  | 9   | Ret | 12  | 12  | 9   | 14  | Ret | Ret | 16  | 15  | 13  | 12  | 12  | Ret |     |     | 10  |     |     |     | 53     |
| 7    | Toro Rosso           | 28  |     |     |     |     |     |     |     |     |     |     |     |     |     |     |     |     | 13  | Ret | Ret | 15  | 53     |
| 7    | Toro Rosso           | 55  | 8   | 7   | Ret | 10  | 7   | 6   | Ret | 8   | Ret | Ret | 7   | 10  | 14  | 4   | Ret | Ret |     |     |     |     | 53     |
| 8    | Haas-Ferrari         | 8   | Ret | 11  | 8   | Ret | 10  | 8   | 10  | 13  | 6   | 13  | Ret | 7   | 15  | 9   | 13  | 9   | 14  | 15  | 15  | 11  | 47     |
| 8    | Haas-Ferrari         | 20  | Ret | 8   | Ret | 13  | 14  | 10  | 12  | 7   | Ret | 12  | 11  | 15  | 11  | Ret | 12  | 8   | 16  | 8   | Ret | 13  | 47     |
| 9    | McLaren-Honda        | 2   | 13  | Ret | DNS | 14  | Ret | Ret | 14  | 12  | 12  | 11  | 10  | 14  | Ret | 7   | 7   | 14  | 12  | 12  | Ret | 12  | 30     |
| 9    | McLaren-Honda        | 14  | Ret | Ret | 14† | DNS | 12  |     | 16† | 9   | Ret | Ret | 6   | Ret | 17† | Ret | 11  | 11  | Ret | 10  | 8   | 9   | 30     |
| 9    | McLaren-Honda        | 22  |     |     |     |     |     | Ret |     |     |     |     |     |     |     |     |     |     |     |     |     |     | 30     |
| 10   | Sauber-Ferrari       | 9   | Ret | 15  | Ret | 15  | 11  | Ret | 13  | 11  | 15  | 14  | 16  | 16  | 18† | Ret | 18  | Ret | 15  | Ret | 13  | 17  | 5      |
| 10   | Sauber-Ferrari       | 36  | 12  | Ret |     |     |     |     |     |     |     |     |     |     |     |     |     |     |     |     |     |     | 5      |
| 10   | Sauber-Ferrari       | 94  | INJ |     | 11  | 16  | 8   | Ret | 15  | 10  | 14  | 17  | 15  | Ret | 16  | 12  | 17  | 15  | Ret | 14  | 14  | 14  | 5      |
| Pos. | Constructor          | N.º | AUS | CHN | BHR | RUS | ESP | MON | CAN | AZE | AUT | GBR | HUN | BEL | ITA | SIN | MYS | JPN | USA | MEX | BRA | ABU | Puntos |

| Color      | Resultado                          |
| ---------- | ---------------------------------- |
| Oro        | Ganador                            |
| Plata      | 2.º puesto                         |
| Bronce     | 3.er puesto                        |
| Verde      | Finalizó en los puntos             |
| Azul       | Finalizó sin puntos                |
| Azul       | NC - No clasificado                |
| Violeta    | Ret - No terminó                   |
| Rojo       | DNQ - No se clasificó              |
| Rojo       | DNPQ - No se preclasificó          |
| Negro      | DSQ - Descalificado                |
| Blanco     | DNS - No empezó                    |
| Blanco     | WD - Retirado                      |
| Blanco     | C - Carrera cancelada              |
| Azul claro | TD - Entrenamientos libres (2003-) |
| Sin color  | DNP - Inscrito, pero no participó  |
| Sin color  | INJ - Inscrito, pero lesionado     |
| Sin color  | EX - Excluido                      |

| Estado  | Resultado                                                                             |
| ------- | ------------------------------------------------------------------------------------- |
| Negrita | Pole position                                                                         |
| Cursiva | Vuelta rápida                                                                         |
| 1-8     | Posiciones puntuables de clasificación sprint (2021-)                                 |
| †       | No acabó el Gran Premio, pero fue clasificado ya que completó el porcentaje necesario |
| ‡       | Monoplaza compartido                                                                  |
| ~       | Se otorgó la mitad de puntos ya que no se cumplió con el 75% de la carrera            |
| ≠       | No obtuvo puntos ya que era piloto invitado                                           |
| F2      | Inscrito para carrera de Fórmula 2, no sumaba puntos                                  |

- Fuente: F1.com[61]

### Estadísticas del Campeonato de Constructores
| Pos. | Constructor | Chasis           | Motor                | Grandes Premios | Victorias | Podios | Poles | Vueltas rápidas | Puntos |
| ---- | ----------- | ---------------- | -------------------- | --------------- | --------- | ------ | ----- | --------------- | ------ |
| 1    | Mercedes    | F1 W08 EQ Power+ | Mercedes             | 20 (20)         | 12        | 26     | 15    | 9               | 668    |
| 2    | Ferrari     | SF70-H           | Ferrari              | 20 (20)         | 5         | 20     | 5     | 7               | 522    |
| 3    | Red Bull    | RB13             | TAG Heuer (Renault)  | 20 (20)         | 3         | 13     |       | 2               | 368    |
| 4    | Force India | VJM10            | Mercedes             | 20 (20)         |           |        |       | 1               | 187    |
| 5    | Williams    | FW40             | Mercedes             | 20 (20)         |           | 1      |       |                 | 83     |
| 6    | Renault     | RS17             | Renault              | 20 (20)         |           |        |       |                 | 57     |
| 7    | Toro Rosso  | STR12            | Toro Rosso (Renault) | 20 (20)         |           |        |       |                 | 53     |
| 8    | Haas        | VF-17            | Ferrari              | 20 (20)         |           |        |       |                 | 47     |
| 9    | McLaren     | MCL32            | Honda                | 20 (20)         |           |        |       | 1               | 30     |
| 10   | Sauber      | C36              | Ferrari              | 20 (20)         |           |        |       |                 | 5      |